# General System Theory (Bertalanffy)
General System Theory, est un ouvrage de Ludwig von Bertalanffy, paru en 1968.
La traduction française s'intitule La théorie générale des systèmes, mais certains, comme Jean-Louis Le Moigne lui préfèrent la traduction Théorie générale du système voire Théorie du système général.
En 2008, la thèse qui y est exposée apparaît comme l'une des composantes majeures de la systémique[réf. nécessaire]. Dans cet ouvrage, en analysant les analogies qui existent entre tous les systèmes réels, l'auteur met en évidence une lecture généralisable de leur fonctionnement. Il révèle le caractère ouvert de tous les systèmes, qui est le fait qu'un système est en interaction avec son environnement, donc avec les autres systèmes. Il laisse ainsi apparaître une logique de système global unique.
Sous cet angle, cette thèse peut s'apparenter au principe du holisme.